# Rattan sintetico

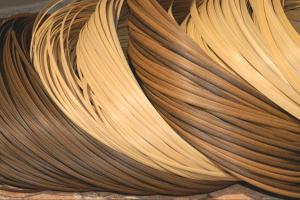
Matasse di rattan sintetico (PE Rattan)

Il rattan sintetico, conosciuto anche come polyrattan, è un materiale prevalentemente utilizzato per mobili e arredamenti destinati a uso esterno. Esso è stato progettato con il fine di sembrare simile al vimini naturale, ed è realizzato generalmente in polietilene (PE).
Il rattan sintetico si è diffuso dopo l'anno 2000, in particolare nei paesi occidentali dove le maggiori aziende produttrici di arredamenti per esterno ne hanno fatto una vera e propria moda che ha sostituito in parte l'utilizzo dei materiali classici quali il vimini stesso e il legno, che a differenza del rattan sintetico richiedono una manutenzione periodica. 
Il termine rattan è utilizzato per indicare il legno di diverse specie di palme ed è utilizzato per manufatti intrecciati a mano. Allo stesso modo, il rattan sintetico viene intrecciato a mano e richiede periodi di lavorazione piuttosto lunghi e ingenti risorse umane. È per quest'ultimo motivo che i maggiori produttori di manufatti in rattan sintetico sono ubicati in paesi asiatici come Cina, Vietnam, Indonesia, laddove il costo della manodopera ne consente la produzione a costi che sarebbero insostenibili nei paesi occidentali. 
Il rattan sintetico è generalmente molto durevole, resistente ai raggi UV del sole e all'acqua. Solitamente il rattan sintetico è utilizzato su telai di alluminio per creare mobili per esterno con un peso ridotto e un'alta resistenza agli agenti atmosferici.